# Асбестовская узкоколейная железная дорога
Асбестовская узкоколейная железная дорога (АСБОЖЕЛДОРОГА) — ныне несуществующая узкоколейная железная дорога с шириной колеи 600 мм и 1000 мм, располагавшаяся в городе Асбесте Свердловской области и его окрестностях. Первоначально предназначалась для транспортировки руды из карьеров. Ликвидирована в 1962 году.

## История

### Возникновение дороги
В 1904 году в асбестовых разрезах посёлка Куделька (ныне город Асбест) были проложены рельсовые пути шириной 600 мм, предназначенные для вывоза руды на поверхность. На данных путях использовались вагонетки «Оренштейн & Коппель» вместимостью 1,5 тонны на конной тяге. Кроме того, использовались также подъёмники системы Гумбольдта.
В связи с возраставшей потребностью в асбесте и соответственно необходимостью увеличения объёмов добычи минерала встал вопрос о модернизации горных разработок. По-видимому, владельцами приисков было принято решение о необходимости внедрения паровой тяги.
В 1910 году на асбестовые прииски поступили первые два паровоза. Установлено, что это были паровозы фирмы «Оренштайн и Коппель», ранее эксплуатировавшиеся на Монетных золотых приисках Поклевского-Козелл. Каким образом они были перевезены в Кудельку, неизвестно. Краеведом А. Л. Копыриным высказано предположение, что паровозы перевозились в разобранном виде конной тягой в зимнее время.
В 1911 году поступили ещё два паровоза, изготовленные немецкой фирмой «Краусс»:
— Зав. № 6412 1911 год, тип IVbv, 0-2-0 танк, колея 600 мм, новый —
Avenarius i Ska für Jaszewsky, Warschau для асбестового завода
Поклевского-Козелла;
— Зав. № 6413 1911 год, тип IVbv, 0-2-0 танк, колея 600 мм, новый —
Avenarius i Ska für Jaszewsky, Warschau для асбестового завода
Поклевского-Козелла.
Внедрение паровой тяги позволило увеличить объёмы добычи асбеста. Железнодорожные пути были продлены до бункеров и сортировок.
Однако поскольку у асбестовых приисков были разные владельцы (например, Поклевский-Козелл, Корево, Муханов, Жирард де Сукатон), единой сети железнодорожный путей в то время построено не было. Судя по всему, на каждом прииске располагалась изолированная сеть узкоколейных путей.

### Развитие в предвоенные годы
После 1917 года все асбестовые прииски были национализированы. В рамках реконструкции асбестовой горной промышленности все имеющиеся узкоколейные железнодорожные пути были объединены в общую сеть. В 1922 году был организован трест «Союзасбест» (ныне ПАО «Ураласбест»). С этого момента развернулось строительство новых узкоколейных путей. В это же время с целью эффективного управления железнодорожными перевозками в тресте «Союзасбест» было организовано соответствующее структурное подразделение под наименованием «АСБОЖЕЛДОРОГА», отвечавшее за безопасную эксплуатацию и развитие железнодорожного транспорта. Это название было принято в качестве официального для всей системы узкоколейных путей. Рядом с ныне несуществующей Октябрьской фабрикой (находилась на территории современного центрального карьера) была построена железнодорожная станция Октябрьская и паровозное депо.
Относительная изолированность территории горных разработок и связанные с этим сложности транспортировки готовой продукции обозначили необходимость строительства железнодорожной ветки до Транссибирской магистрали. В итоге в 1927 году был введен в эксплуатацию узкоколейный железнодорожный путь длиной 36 километров от станции Асбест до станции Баженово. На данной линии было организовано регулярное пассажирское движение. С этой целью на станции Асбест был построен вокзал. По пути следования устанавливались следующие остановки: Грязнушка (ныне ст. Изумруд), Каменка (ныне 23 километр), Режик, Пышма (ныне 5 километр), Баженово.
Ввод в строй данной ветки потребовал увеличения парка паровозов. В 1927 году был закуплен паровоз производства фирмы «Оренштайн и Коппель», а в 1930 — ещё два паровоза.
Как отмечается краеведом А. Л. Копыриным, эти паровозы были построены по тендерной схеме, развивали мощность 225 л. с. имели одинаковое оборудование и были приспособлены для использования в качестве топлива дров и угля. Первый паровоз работал до 1950 года, два других трудились до 1955 года.
С момента пуска узкоколейной железной дороги до станции Баженово, кроме транспортировки грузов, по ней осуществлялись пассажирские перевозки и этим же рейсом перевозили почту, один раз в сутки в 16.00.
В справочнике, выпущенном в 1930 году, указано, что стоимость проезда от Свердловска до ст. Баженово составляет 75 коп. И по узкоколейке от ст. Баженово до асбестовых рудников 1 р. 25 коп.
А в нормативной документации треста «Союзасбест» плата за проезд обозначена в 2 рубля с человека, в один конец, независимо от пункта посадки. Провоз багажа свыше 16 кг (один пуд) оплачивается по 5 копеек. Багаж принимается к перевозке, только при наличии свободных мест в багажном вагоне.
В пассажирских зданиях, где производилась посадка пассажиров, были вывешены меловые доски для своевременного уведомления пассажиров, на сколько минут или часов опаздывает поезд.
Эта линия проработала до 1933 года, затем была перешита на широкую колею и интенсивно эксплуатируется по настоящее время.
От станции Грязнушка (ныне станция Изумруд) от магистральной линии отходила другая ветка. Путь шёл мимо на тот момент не существовавшей, а ныне закрытой фабрики № 5 (ул. Промышленная города Асбест) до станции Ильинская (располагалась на месте современного завода ЖБИ, ул. Промышленная, д. 2) а затем огибал с восточной стороны ныне несуществующее Щучье озеро и выходил к станции Октябрьская и депо.
После перешивки линии Асбест-Баженово подвижной состав узкой колеи остался в эксплуатации — деятельность АСБОЖЕЛДОРОГИ не прекращалась. Более того, начиная с середины 1920-х годов трест «Союзасбест» активно закупал промышленные танк-паровозы у фирмы «Оренштайн и Коппель». Известно, что 1934 году в эксплуатации находилось 30 паровозов. Главной станцией узкоколейки стала, по-видимому, Ильинская. Рядом с ней была построена перевалочная база. Ориентировочно в это же время (первая половина 1930-х годов) в целях снабжения горной промышленности и иных предприятий поселка Куделька, ставшего в 1932 году городом Асбест, строительными материалами и топливом были построены пути к лесозаготовкам в районе Старковского кордона, лесозаводу (там имелась развитая сеть железнодорожных тупиков) и кирпичному заводу. А в районе фабрики № 2 было построено новое железнодорожное депо.
Расширение и активная модернизация асбестовой промышленности привели к необходимости организации перевозки трудящихся к месту работы. В частности, известно, что в 1932 году было организовано пассажирское движение между Ильинским и Октябрьским участками. Для этого были выделены маневровый паровоз и несколько крытых вагонов (в теплое время разрешалось направлять платформы) для перевозки 100 человек.
Согласно информации от асбестовских краеведов, проезд к месту работы был бесплатный, по месячным билетам, которые выдавались горному цеху (форма согласовывалась с железнодорожным цехом). Первый рейс утренний: отходит от станции Ильинская ровно в 6 часов 25 минут до ст. Капитальная шахта (территория современного Центрального карьера). Второй рейс вечерний: от ст. Капитальная шахта до ст. Ильинская в 3 час. 15 мин.
В период индустриализации было принято решение о переводе части железнодорожных путей горно-промышленного комплекса на электрическую тягу. С этой целью в Италии и Германии были закуплены электровозы, имевшие колею 1000 мм. Поэтому часть путей пришлось перешить. Таким образом, со второй половины 1930-х годов на АСБОЖЕЛДОРОГЕ применялась колея двух типов — 600 мм и 1000 мм.

### Военный период
После начала Великой Отечественной войны началось строительство новых железнодорожных путей. Так, был построен подъездной путь от станции Асбест к госпиталю, располагавшемуся в здании школы № 24 (ныне — здание Водоканала), по которому вручную транспортировали платформы с ранеными бойцами. Были построены подъездные пути в эвакуированным предприятиям, например к цехам завода АТИ, эвакуированного из блокадного Ленинграда.
В 1941 году была построена 12-километровая линия от ныне несуществующего поселка Пролетарский в район ручья Теплый Ключ. Целью строительства этой ветки были вывоз леса с располагавшихся в той местности вырубок и обслуживание лагеря военнопленных. В районе современного Пролетарского отвала находился железнодорожный разъезд, где линия разветвлялась — одна ветка шла на север к ручью Теплый Ключ и далее на восток в район современного поселка Рефтинский, а вторая сразу поворачивала на восток и шла в район Кирилловского кордона (ныне затоплен Рефтинским водохранилищем). От этих линий отходило множество временных веток, обустраиваемых для вывоза леса. По самым скромным подсчетам, протяженность веток в этом районе составляла не менее 40 километров.

### Послевоенная история и закрытие
После окончания войны все лесовозные линии находились в рабочем состоянии. Ветки в районе реки Рефт действовали до 1956 года, затем были разобраны. Год закрытия линий в районе Старковского кордона не установлен.
В конце 1940-х годов была осуществлена дополнительная перешивка карьерных путей на 1000 мм колею. На тот момент в работе находились 16 электровозов колеи 1000 мм и 11 паровозов колеи 600 мм.
Окончательно АСБОЖЕЛДОРОГА прекратила своё существование в 1962 году, когда была закончена перешивка всех карьерных путей на широкую колею. Часть электровозов была передана в Сатку, где некоторые из них эксплуатируются по сей день.

### Современное состояние
На 2021 год действующие участки узкоколейных путей отсутствуют. Сохранились лишь просеки в лесных массивах в районах поселка Рефтинский и Старковского кордона. Асбестовскими краеведами отмечена сохранность двух деревянных железнодорожных мостов через речку Пещерка и фрагментов моста через речку Токовушка. Изредка в лесных массивах встречаются шпалы и костыли.